# Sint-Eufemiakerk (Rovinj)

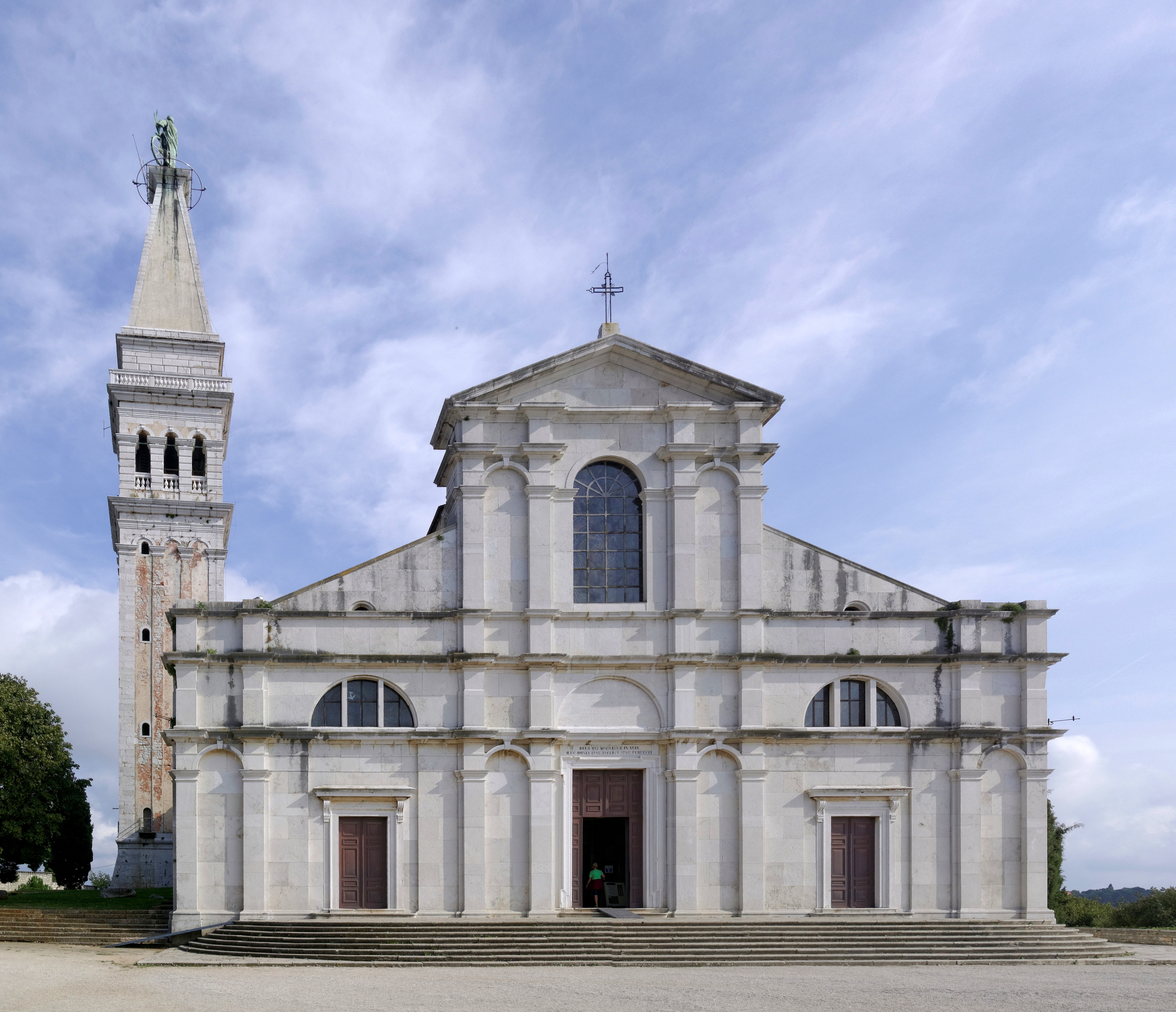
Westgevel (voorzijde)

De Kerk van St. Eufemia, ook bekend als de Basiliek van St. Euphemia (hoewel het formeel geen basiliek is), is een barokke kerk in het historische centrum van Rovinj, Kroatië, die de stad domineert.
De driebeukige kerk werd gebouwd tussen 1725 en 1736, op de overblijfselen van oude, vroegchristelijke structuren. Oorspronkelijk was de kerk gewijd aan Sint-Joris, later aan Sint-Joris  en Sint-Eufemia; tegenwoordig alleen nog aan Eufemia. De voorgevel dateert uit 1883.
De relieken van Sint-Eufemia worden bewaard in een Romeinse sarcofaag uit de 6e eeuw, aangepast in de 15e eeuw. In de kerk bevinden zich enkele kostbaarheden en kunstwerken: gotische beelden uit de 15e eeuw, en schilderijen uit de 16e en 17e eeuw, onder andere het Laatste Avondmaal en Christus in Gethsemane.
De klokkentoren lijkt op die van de San Marco in Venetië. De oorzaak hiervan is dat Rovinj gedurende lange tijd tot de republiek Venetië hoorde. Deze werd gebouwd tussen 1654 en 1680, naar een ontwerp van Antonio Manopola. Op de top van de 60 meter hoge toren staat een beeld van Sint-Eufemia.

## Bouw
Voor de kerk werd een ontwerp gemaakt door Giovanni Scalfarotto. Omdat de burgers niet tevreden waren, werd dit ontwerp afgekeurd. De Venetiaanse bouwmeester Giovanni Dozzi heeft aan de buitenkant zichtbare aanpassingen moeten maken om aan hun wensen te voldoen. Omdat hij de apsis wilde behouden, moest hij de hoogte van het middenschip verkleinen. Aan de buitenkant is duidelijk te zien dat de centrale beuk van de kerk niet zo veel hoger is dan de zijbeuken. De kerk heeft een lengte van 51 meter, de breedte is 30 m en de hoogte van het middenschip 17m. Er is geen basiliekverlichting, licht komt door de raamopeningen aan de zijkanten. Ingenieur Depozza ontwierp in 1883 de voorgevel, waarbij hij de verticale klokkentoren probeerde te verbinden met de horizontale lijnen van de kerkgevel.
Wegens het vrij lage kerkgebouw is de toren met een bronzen sculptuur op de top een visueel accent in de stad. De klokkentoren werd gebouwd vóór de bouw van de kerk. Hij is ontworpen door Alexander Manipola in 1650, de bouw begon in 1654 onder beheer van Antonia Fassolla en duurde 26 jaar. Bovenop de klokkentoren van 62 meter hoog (de hoogste in Istrië) staat een koperen beeld van Sint-Eufemia, opgericht in 1758. Eerder was er een houten beeld dat in 1756 is vernietigd door bliksem. Het beeld is het werk van de broers Vicenza en Bista Vollanija en is 4,70 meter hoog.
De kerk is een van de beste en meest monumentale voorbeelden van barok in Istrië. In de directe omgeving van Rovinj staan kerken met een bijna identieke bouw. Zowel de driebeukige bouw als de verlichtingswijze zijn bekend van eerdere periodes, zoals die van de laatgotische en wat latere voorbeelden van de noordelijke hallenkerken. De kerk van St. Eufemia met zijn bouwplan is representatief voor het gebied rond de noordoostelijke Adriatische Zee.

## Interieur
Langs de zijbeuken bevinden zich enkele kapellen. De middelste kapel is zichtbaar breder dan de andere. In het oostelijke uiteinde van de kerk zijn drie apsissen gemaakt. Langs de noordmuur van de kerk is er een doorgang naar de klokkentoren en langs de westkant is een koor met boven de hoofdingang een orgel. In de driebeukige ruimte zijn drie altaren, het hoogaltaar is het St. Jorisaltaar. Naast de hoofdaltaren zijn er nog acht altaren in de kerk.
Het hoogaltaar lijkt op dat van de Kathedraal van Udine, die van 1706 tot 1735 werd verbouwd in barokstijl door Domenico Rossi. Het gewelf boven het hoogaltaar is versierd met Lattuga-stucwerk van de Venetiaanse meester.
Het barokke interieur van het gebouw wordt grotendeels bepaald door de relatie tussen architectuur en licht. Het verlichtingsprobleem wordt opgelost door raamopeningen in de
zijkapellen en kleinere, oudere raamopeningen in de apsissen.
De ramen in de zij-apsissen en in de zijkapellen stammen uit de tijd van Dozzi's bouw. Afhankelijk van de invalshoek van het licht ontstaat een repertoire van lichteffecten, afhankelijk van het tijdstip van de dag. Het interieur is voorzien van beeldhouwwerken van verschillende perioden, maar de meest waardevolle uit de 18e eeuw zijn de altaren van Girolamo Laureate, het orgel van Antonio Barbini uit 1752 en een zilveren antependium met reliëf van Angela Scarabella uit 1777.

## Afbeeldingen

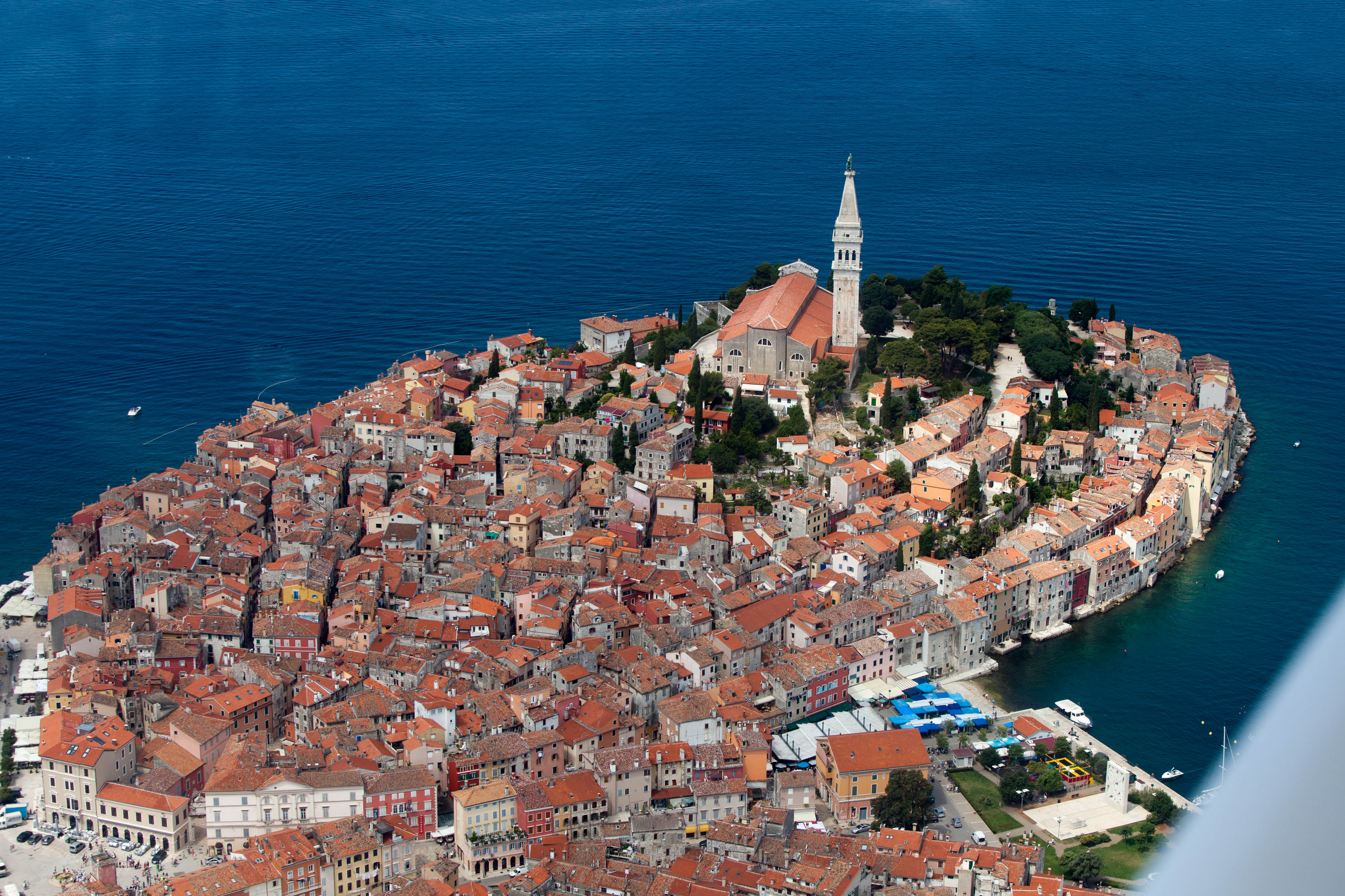
Ligging in centrum historische stad
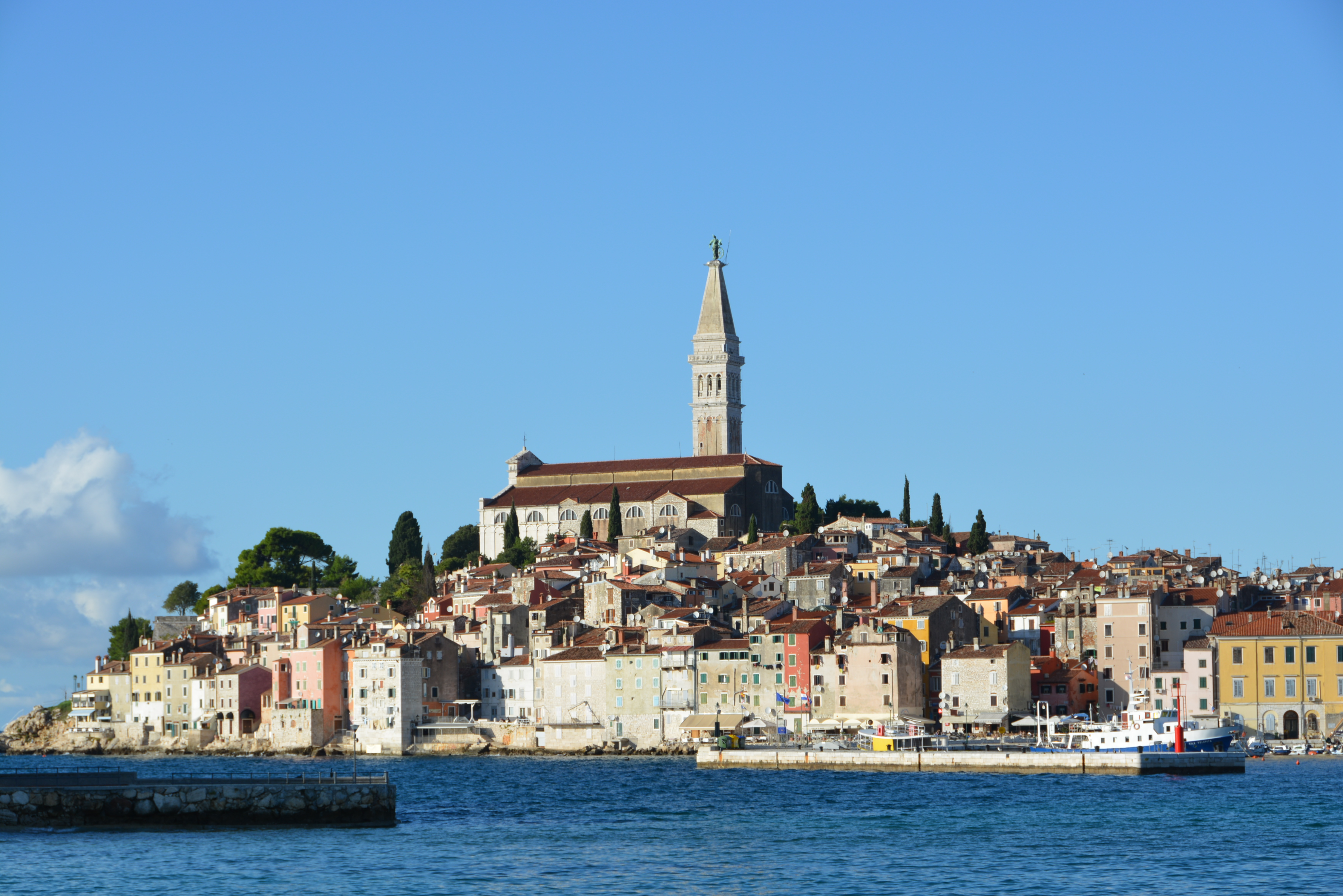
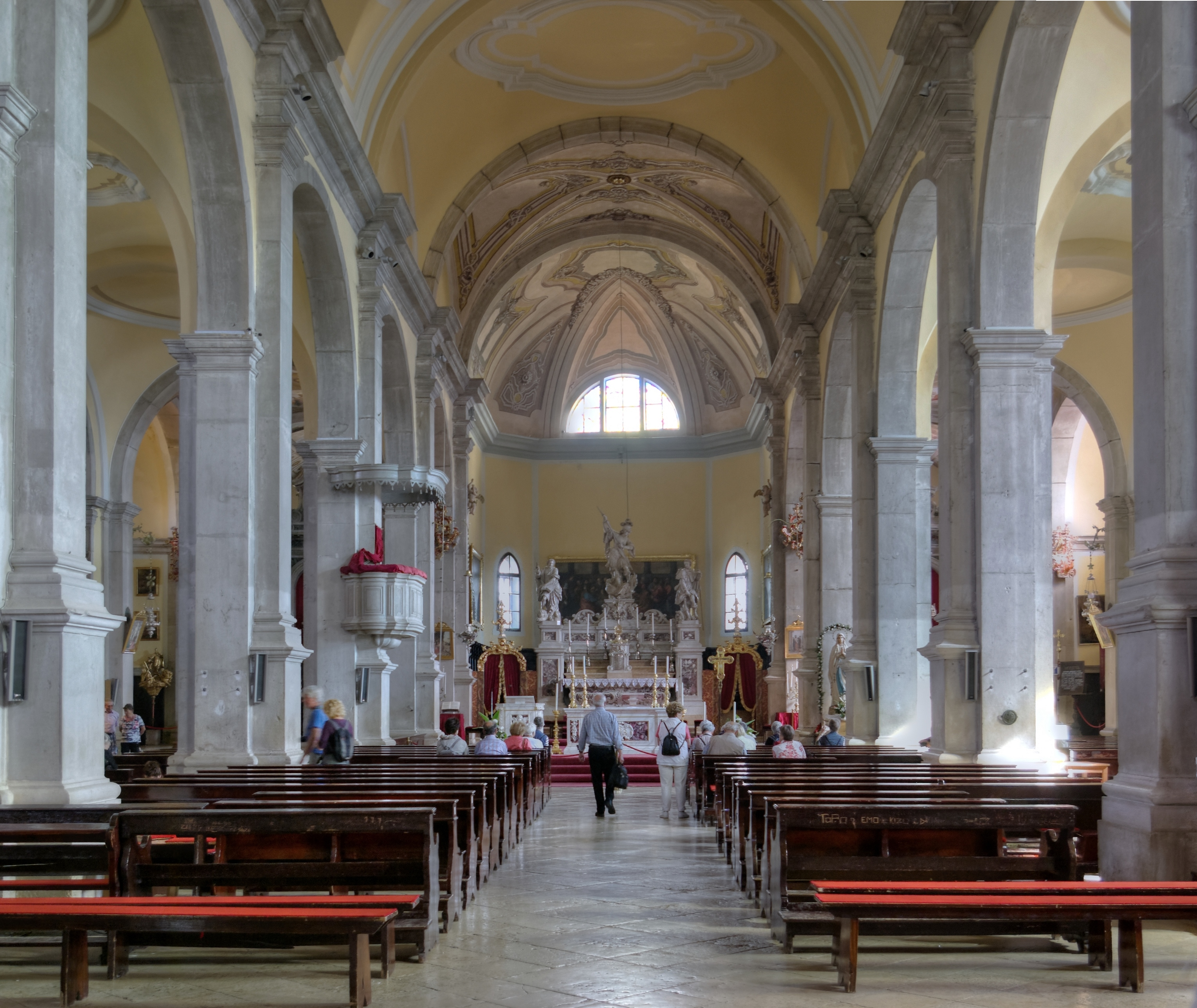
Middenbeuk, zicht op hoogaltaar
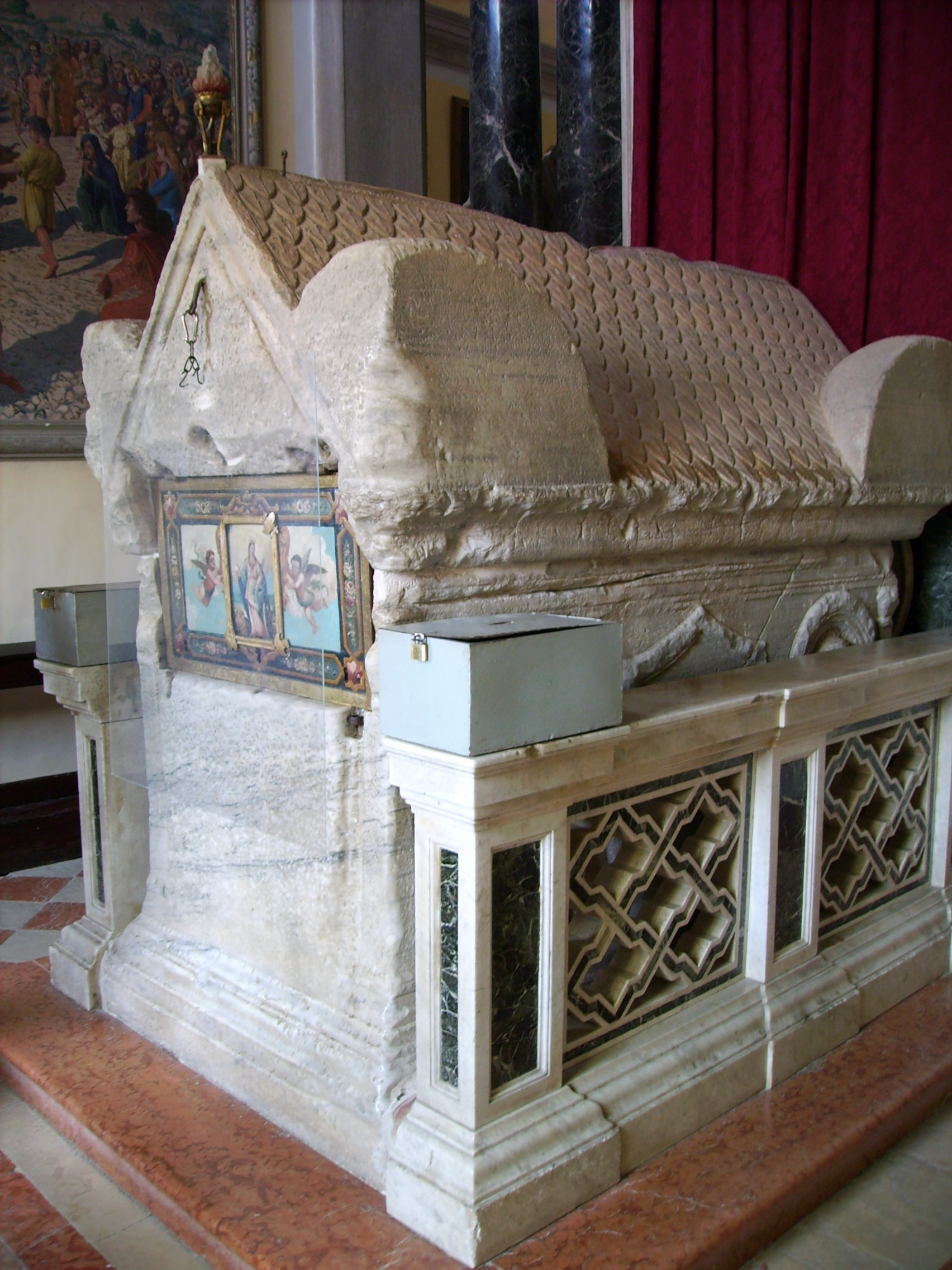
Sarcofaag met relieken van Eufemia
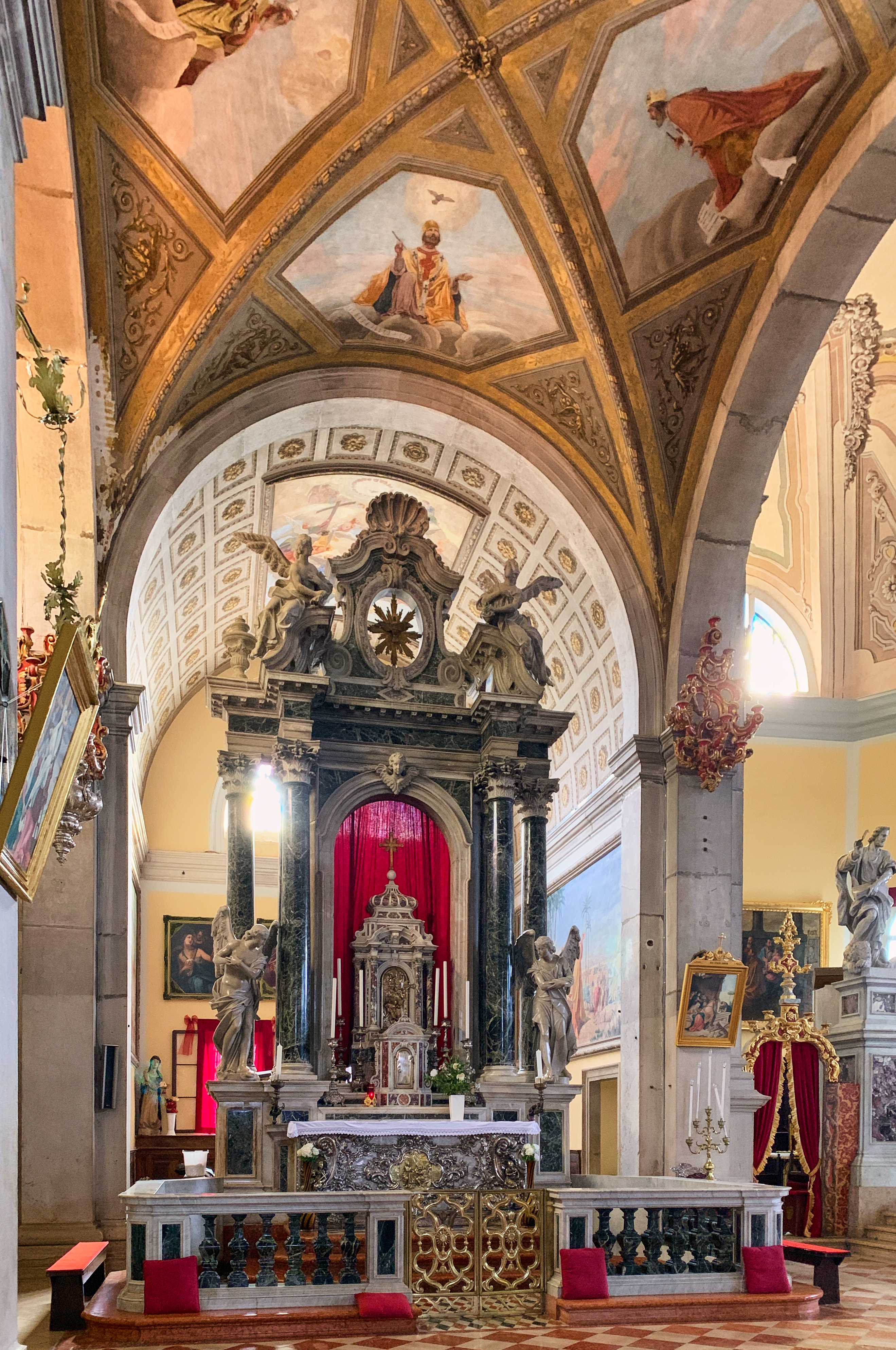
Hoogaltaar
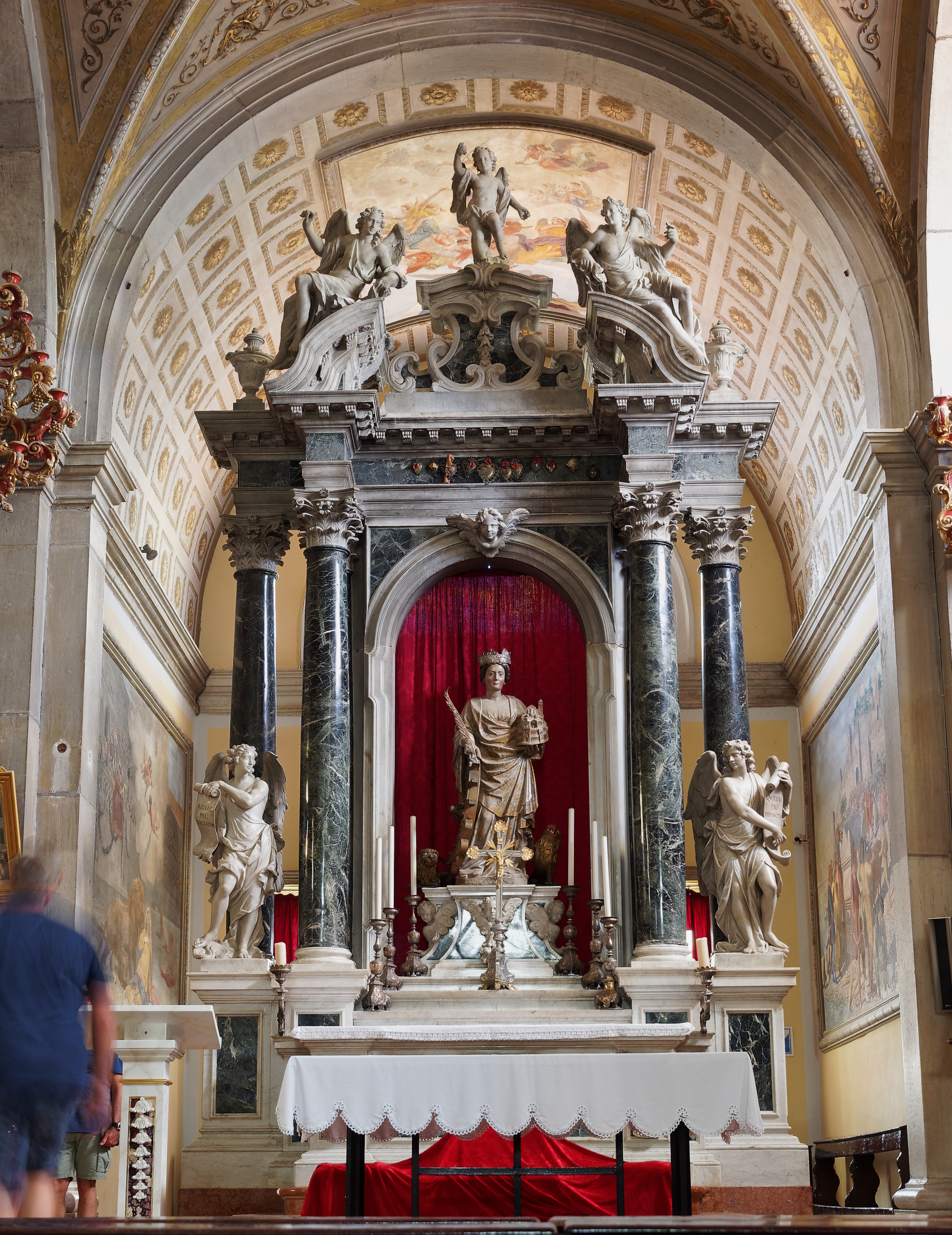
Zij-altaar (St. Eufemia) aan de zuidzijde
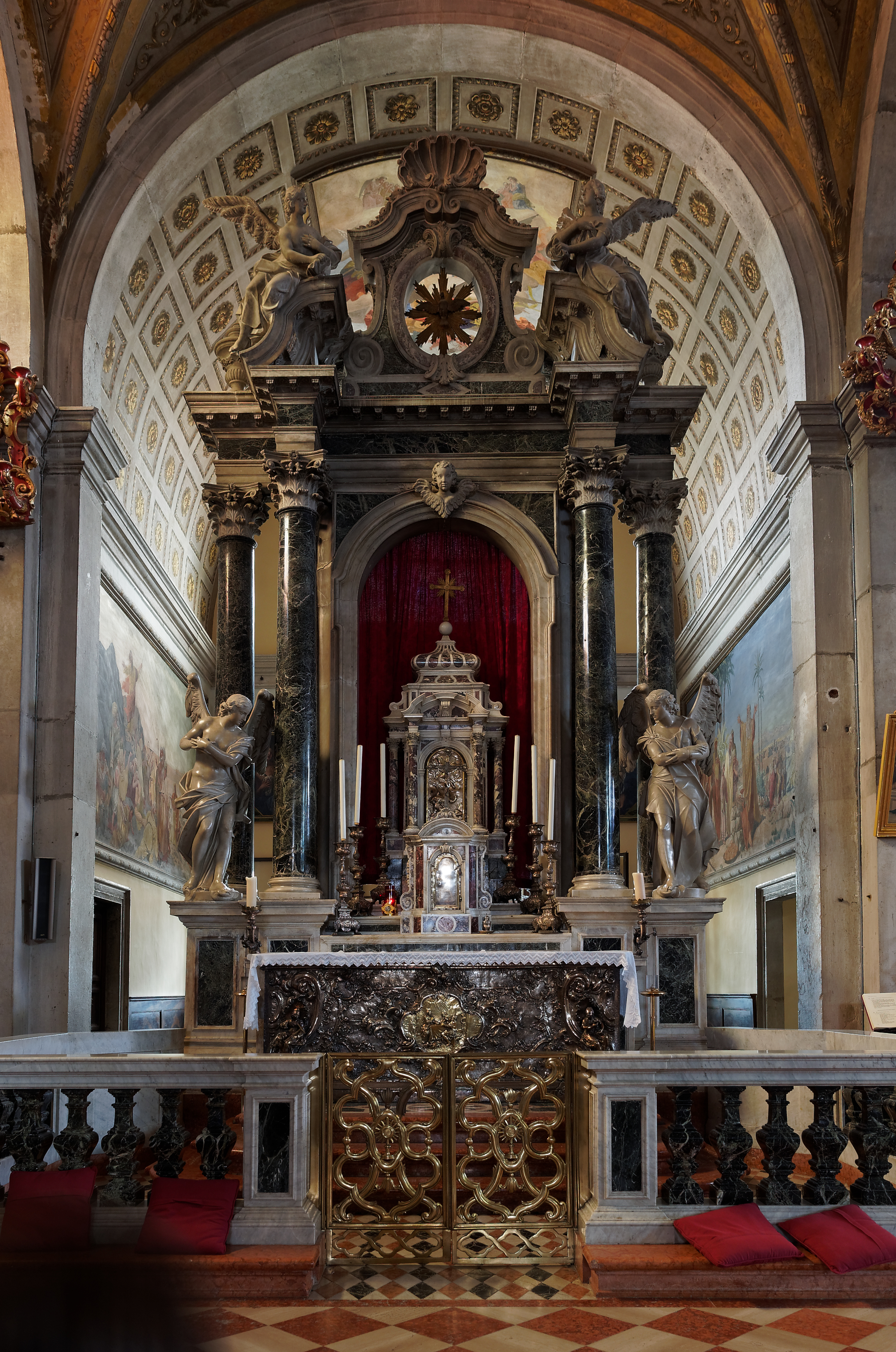
Zij-altaar, noordzijde